# Legión (Marvel Comics)
David Haller alias Legión, es un personaje de ficción del Universo Marvel. El personaje fue creado por el escritor Chris Claremont y el dibujante Bill Sienkiewicz, y su primera aparición fue en New Mutants #25 (marzo de 1985). Legión es un mutante del nivel-Omega,   hijo del Profesor Charles Xavier y Gabrielle Haller. Asume el papel de antihéroe con una grave enfermedad mental, múltiple personalidad y autismo.

## Historia del personaje

### Origen
David Haller es hijo de Charles Xavier y Gabrielle Haller. Haller no le dijo a Xavier que estaba embarazada y dio a luz a su hijo, el cual debido a la herencia genética recibida por su padre, nació con el potencial de desarrollar poderes sobrehumanos.
Gabrielle pasó a formar parte en el cuerpo diplomático de Israel, y se trasladó a vivir a París. Su casa fue asaltada por un grupo terrorista árabe, lo que provocó el estallido de su poder mutante de naturaleza psiónica, que usó para incinerar el cerebro de los asesinos. Dada la inexperiencia en el uso de sus poderes, David mantuvo el contacto telepático con sus víctimas mientras estos morían, y el shock que eso significó sumió a David en un estado catatónico y provocó que la mente de David se fragmentara en múltiples personalidades. Así, la mente del líder de los terroristas, Jemail Kazami, fue absorbida dentro de la mente de David.
Kazami intentó reintegrar las personalidades de David en una sola, sin embargo, dos de estas personalidades se mostraron particularmente rebeldes y demostraron ser formidables oponentes. Se trataban de Jack Wayne que controlaba los poderes telepáticos y Cindy que controlaba los poderes pirotécnicos.
Cuando David llegó a la adolescencia, salió de su estado de coma convirtiéndose en un joven autista. Fue llevado por su madre a la Isla Muir (Escocia) y puesto bajo los cuidados de la Doctora Moira MacTaggert, experta en asuntos mutantes e íntima colaboradora de Charles Xavier.
Legión permaneció en Muir, donde sufrió junto a los restantes habitantes de la isla, el ataque del grupo de mercenarios llamados Los Merodeadores. Poco más tarde la isla fue atacada por el Rey Sombra, donde fue necesaria la unión de todos los grupos X para derrotarlo. En vísperas de la derrota, el Rey Sombra tomó el control del cuerpo y mente de David y combatió a los mutantes. Acabada la batalla, el Rey Sombra había sido derrotado, pero Legión había sufrido graves daños lo que dio lugar a una larga recuperación.

### La búsqueda de Legión
Tras su recuperación, un aparentemente lúcido Legión, comenzó a considerar sagrada la misión de su padre de lograr la armonía entre humanos y mutantes. Considerando que tan noble tarea era ahora inviable, ya que otros seres como Magneto lo habían hecho imposible, decidió viajar al pasado para acabar con Magneto antes que viciara las relaciones humanas y mutantes para siempre. Enterados de la recuperación de Legión, así como de sus planes, un grupo de X-Men marchó a su vez al pasado para intentar derrotar a Legión, e intentar salvar a Magneto, entre estos mutantes, se encontraba Bishop, avezado ya en viajes temporales. La presencia de los mutantes, que unieron sus fuerzas a los de unos jovencísimos Magneto y Charles Xavier, no logró derrotar a Legión, el cual se dispuso a ejecutar a su víctima. Pero en el último momento, Charles Xavier se interpuso en el camino del mortal rayo psiónico para salvar la vida de su amigo, muriendo en el proceso.
La muerte de Xavier en el pasado, provocó la desaparición del presente tal y como se conocía ya que, con Xavier muerto, nunca se formó la Patrulla-X, y por tanto, Jean Grey no viajó al espacio ni se convirtió en Fénix, ni salvó el Universo de la amenaza del Cristal M'Kraan. En lugar de este futuro, la muerte de Xavier provocó varios sucesos, la más inmediata, en el presente, la muerte de Xavier provocó que este nunca hubiera estado con Gabrielle, con lo que David nunca nació, y Legión desapareció. Otra consecuencia, sin Xavier no existía la Patrulla-X y por tanto los X-Men allí presentes no hubieran viajado al pasado, por lo que desaparecieron, a excepción de Bishop, el cual como anomalía temporal, no se vio afectado. Otra consecuencia fue que Magneto, inspirado por el sacrificio de su amigo, decidió hacer suyos los planes de Xavier de coexistencia pacífica entre humanos y mutantes.
Estos fueron los hechos que precedieron y provocaron la Era de Apocalipsis.

### Era de Apocalipsis
Durante años, Apocalipsis y sus legiones dominaron Norteamérica, exterminando a los humanos y obligándoles a refugiarse en Europa. Frente a él se alzaban los humanos, y un reducido grupo de mutantes rebeldes, liderados por Magneto. Pero ninguno de ellos veía como detener a Apocalipsis hasta que apareció Bishop, único superviviente de la realidad alterada por Legión, y que logró que Magneto y sus mutantes le ayudaran a regresar al pasado, segundos antes que Legión matara a Xavier alterando de nuevo el futuro. Bishop logró detener a Legión, y le hizo crear un bucle temporal que le permitió ver las consecuencias de sus actos. Desolado y confuso, Legión se arrojó al interior del bucle temporal, sellando este futuro para siempre aunque esto le costó la vida.
Este hubiera sido el final, pero no para Legión, a pesar de que la mente y el cuerpo de David estaban muertos, no así sus otras personalidades, que negándose a morir, causaron el caos en Israel, sobre todo Jack y Cindy mientras que Kazami intentaba convencerles que aceptaran la muerte. El gobierno israelí, por medio de Sabra, pidió ayuda al grupo Excalibur, y estos lograron convencer a los tres retazos de la mente de Legión, para que marcharan en paz.

### Retorno
Poco después, se descubrió que Legión no había muerto, sino que había quedado atrapado en el no-tiempo. Allí encontró y absorbió las psiques de muchas otras personas creando centenares de nuevas personalidades. Finalmente logró regresar a la Tierra en Westcliffe (Colorado). Allí recibió ayuda de Marci Sabol, pero una de sus personalidades la mató. Las actividades de Legión no pasaron desapercibidas y varios viejos componentes de los Nuevos Mutantes acudieron a investigar y lograron contener a Legión, aunque Karma usó la Espada del Alma de Magik para matar a la personalidad de David que había asesinado a Marci.

### Utopía
Legión fue llevado a Utopía, dónde el Club-X con la ayuda de Rogue y Peligro se ocuparon de reparar y catalogar los centenares de personalidades distintas de Legión en una especie de prisiones mentales.
Durante el ataque de Bastión a Utopía, Xavier accedió a utilizar a Legión durante el combate. Usando a su padre como guía, Legión se enfrentó a las oleadas de Centinelas Nimrod luchando al lado de otros miembros de la Patrulla-X.

### Legiones perdidas
Magik quería aniquilar de una vez por todas a los Dioses Antiguos, ya que se sentía acosada por ellos. Sabiendo que el Proyecto Purgatorio conseguiría completar el Amuleto de las Piedras de Sangre, aunque el peligro de terminar con toda la realidad era una posibilidad, Magik usó la deuda contraída con Karma para liberar a la parte más oscura y poderosa de Legión. Legión fue teleportado al Limbo y allí desplegó sus descomunales poderes para alterar la realidad aniquilando por completo a los Dioses Antiguos.
Tras lo ocurrido, el Doctor Némesis empezó a matar subpersonalidades de Legión, creyendo que ello no tenía consecuencias negativas para David, sin embargo, para defenderse de esta intromisión, Legión creó una nueva y poderosa personalidad para proteger su mente. Usando los poderes para alterar la realidad, esta nueva personalidad usando la apariencia de Moira conectó las mentes de los habitantes de Utopía sumiéndolas en una alucinación colectiva creando así la realidad inexistente de la Era de X.
Aunque la realidad fue revertida, varias personalidades escaparon en forma física. Legión y un pequeño grupo de miembros de la Patrulla-X empezaron a dar caza es estas personalidades fugadas, pero Legión sufrió un ataque nervioso masivo cuando absorbió por error a Rogue.

## Poderes y habilidades
Legión es un mutante de nivel Omega que tiene múltiples personalidades. La primera personalidad en manifestarse, Jemail, fue la mente de un terrorista que David absorbió en sí mismo. Según Karma, las únicas formas en que puede absorber a otras personas en su mente es si está justo al lado de ellos cuando mueren o por telepatía. Otros dos, Jack Wayne y Cyndi, se dieron a conocer, pero se desconoce cuántas otras personalidades pueden existir. La manifestación de los poderes individuales de Legión están asociados con un alter ego o personalidad diferente, y cada personalidad controla un poder diferente. Los poderes acumulativos de todas sus personalidades lo convierten en uno de los mutantes más fuertes que existen.
La personalidad central de Legión tomó el control de los poderes de sus personalidades escondidas cuando viajó en el tiempo.
Algunos de los poderes alteran físicamente el cuerpo del huésped, como la licantropía o una lengua prensil. Según Cannonball, esta es una habilidad relativamente nueva. Algunas de las otros poderes incluyen súper velocidad, vuelo, visión de rayos X, absorción de calor, súper fuerza, animación de materia y grito sónico. El Dr. Nemesis afirma que Legión creó instintivamente una muñeca llamada Moira; Cuando uno cambia el control de la muñeca, controla el cuerpo. Utilizando la espada del alma que le dio Magik a ella, Karma entró en la mente de Legión y liberó una personalidad desconocida que se encontraba dentro de él. Esta persona resultó ser el propio Legión, mostrando un comportamiento y apariencia diferentes, marcados por sus cejas peculiares. Esta personalidad del "Legión verdadero" podría deformar la realidad y eliminar a los Dioses Antiguos de la existencia, y luego restablecer el universo a un estado antes de que los Dioses Antiguos aparecieran por primera vez en la Tierra.
Después de que finalizó Age of X, a David le dieron una pulsera de tablero de control neuronal que fue diseñada por una colaboración de Doctor Nemesis, Madison Jeffries y Reed Richards. Al teclear un número, este dispositivo estimula las células en el tálamo y el neocórtex, creando un enlace unidireccional entre la propia mente de Legión y una de sus personalidades. Esto permite a Legión utilizar grupos de poder sin ser abrumado por la personalidad.
En el volumen actual de X-Men: Legacy, se demostró que David tenía mayor control sobre sus poderes, pero perdió este control debido al shock mental de la muerte de su padre. Nuevas sub-personas fueron mostradas con poderes propios.
Los siguientes personajes son las diferentes personalidades de Legión donde cada uno tiene un poder diferente:
- A través de la personalidad del terrorista Jemail Karami (el nombre que recibe la Personalidad # 2), ha manifestado telepatía.
- A través de la personalidad del aventurero Jack Wayne (el nombre que recibe la Personalidad # 3), ha manifestado la telequinesis. Más tarde se reveló que Jack Wayne fue subsumido y se convirtió en el títere de Lord Trauma.
- A través de la personalidad de la niña rebelde Cyndi (el nombre dado a la Personalidad # 4), él ha manifestado pirocinesis. Esta personalidad de Legión estaba enamorada de Cypher.
- A través de la personalidad de La Legión (el nombre que recibe la Personalidad # 5 y el "verdadero yo" de la Legión), puede distorsionar el tiempo y la realidad. Magik apodó a esta personalidad como el "Dios-mutante".
- A través de la personalidad de Sally (el nombre que se le da a la Personalidad # 67), tiene la apariencia de una mujer obesa con súper fuerza y masa muscular similar a Hulk.
- A través de la personalidad de un roquero punk llamado Lucas (que fue clasificado como Personalidad # 115), él puede canalizar explosiones de sonido que se conocen como "Agresividad Acustica" por los Centinelas Nimrod.
- A través de la Personalidad # 181, él puede agrandarse a un tamaño indeterminado. Este fue el primer poder utilizado por Legión con la pulsera Neural Switchboard.
- A través de la personalidad de Johnny Gomorrah (el nombre que recibe la Personalidad # 186), puede transmutar a sus enemigos y objetos en sal.
- Creada como un contingente contra la manipulación del Dr. Nemesis, Moira Kinross / X (Personalidad ???) fue creada para proteger el paisaje mental de Legión. Un poderoso Realidad Warper que se independizó de David y creó el mundo distópico denominado Age of X, actuó como la madre de David, quien sería vista como un héroe dentro de este mundo. Todo al construir una realidad de bolsillo que X podía controlar de manera casi indiscutible, siendo una poderosa mentalista por derecho propio, pudo vencer al Profesor X en la batalla psíquica con facilidad, así como alterar la mentalidad y las personas de entidades inventadas, tanto naturales como antinaturales. En su realidad.
- A través de la personalidad de Time-Sink (el nombre dado a la Personalidad # 227), tiene la capacidad de manipular el tiempo. Esta personalidad fue capaz de independizarse de David, pero finalmente fue encontrado y absorbido por David. David finalmente se vio obligado a dejar de usar los poderes de Time-Sink, ya que la personalidad siempre lucharía contra David para recuperar su libertad.
- A través de la Personalidad # 302, tiene habilidades de punzonado rápido.
- A través de la personalidad de Styx (el nombre dado a la Personalidad # 666), tiene la habilidad de usar un toque de muerte para absorber los espíritus de sus víctimas, luego de lo cual puede continuar controlando el cuerpo de la víctima. Esta personalidad fue capaz de independizarse de David e incluso trató de engañar a David para absorber la personalidad de Moira Kinross / X, para que pudiera usar sus poderes para rehacer el mundo de acuerdo con su voluntad, pero finalmente fue encontrado y absorbido por David.
- A través de la Personalidad # 749, él tiene la capacidad de descargar la electricidad.
- A través de la Personalidad # 762, se convierte en un pirata con la capacidad de eructar un gas ácido.
- A través de la Personalidad # 898, se convierte en un centauro.
- A través de la Personalidad # 993, tiene la capacidad de emitir materiales gaseosos a altas velocidades.
- A través de la personalidad Delfos (el nombre que recibe la Personalidad # 1012), se convierte en un vidente aparentemente omnisciente de piel azul que está dispuesto a responder tres preguntas a los suplicantes. Ella también emite lo que parecen ser descargas eléctricas.
- La ausencia es una criatura alienígena/demonio que afirma haber viajado a través de realidades y estrellas. El poder de la ausencia es "desviar el calor y el amor".
- Bleeding Image es un muñeco vudú vivo que amplifica el dolor de cualquier lesión que se inflige a sí mismo, un dolor que sentirán sus víctimas. Esta personalidad pudo independizarse de David, pero finalmente fue encontrado y declarado como destruido por Magneto.
- La cadena es un virus humano que convierte a cualquiera que toque en una copia de sí mismo con una nueva arma. El poder se disipa cuando se trata el original. Esta personalidad fue capaz de independizarse de David, pero finalmente fue encontrado y absorbido por David.
- "Fiend / Charles Xavier" es una persona creada a partir del shock mental de la muerte del Profesor X. Teniendo el poder de la precognición, así como otras personas absorbidas de matar a otras personalidades en la mente de Legión, se ha demostrado que es inmune a la telepatía, ya que no se vio afectada por Blindfold cuando ella hizo que todas las sub-personalidades se durmieran y la atacaron, causándole a Blindfold un trauma psíquico. Tiene la forma de una pequeña criatura parecida a un duende amarillo con un poder desconocido. Esta personalidad también contenía una parte del profesor X que llama a David su "hijo".
- Chronodon es un dinosaurio con un reloj en la cara. Basado en su nombre, se puede asumir que tiene manipulación de tiempo.
- Payaso es un payaso de aspecto hosco que puede expulsar una energía de luz de su boca.
- Compass Rose puede localizar a cualquier persona y teletransportarse a ellos.
- Drexel es un simplón de boca sucia con súper fuerza.
- A través de la personalidad Endgame, usa o se convierte en armadura con la frase "Terminus est" escrita en él y tiene la capacidad de contrarrestar cualquier ataque ejecutado contra él, como aumentar la fuerza con un ataque cuerpo a cuerpo o cambiar su forma con uno magnético. Esta personalidad fue capaz de independizarse de David, pero finalmente fue encontrado y absorbido por David.
- Findel the Finder puede encontrar a cualquier persona en la galaxia.
- Gestalt es más una fusión de otras personas con la personalidad central de Legión, que otra persona secundaria. La forma gestalt de David combina las otras partes fracturadas de la conciencia con él mismo, lo que le da una misteriosa amalgama de todos esos fragmentos frangibles acumulados en su apariencia psíquica actual, así como la acumulación de sus poderes.
- Hugh Davidson es un prepster estereotipado con una larga lengua prensil.
- Hypnobloke es un extraño caballero con destellos de ojos en un sombrero de copa y un reloj de bolsillo. Sus poderes son los de la sugerencia hipnótica.
- Kirbax el Kraklar es una criatura demoníaca con la capacidad de vuelo y generación de electricidad.
- Ksenia Nadejda Panov es una heredera de Moscú, campeona de disco, exportadora de caviar y torturadora de cachorros. Ella tiene la capacidad de generar escalpelos iónicos de sus dedos.
- K-Zek the Conduit parece ser un androide con la capacidad de transferencia de energía inalámbrica (o WET) y absorción eléctrica.
- Marci Sabol es una chica normal que David Haller había conocido una vez. Ella quedó atrapada en su mente cuando fue asesinada por una de las otras personalidades de Legión.
- Max Kelvin tiene la apariencia de un anciano malhumorado. Sus ojos sobresalen cuando usa sus poderes de generación de llama plasmática.
- Mycolojester es una entidad similar a una planta con el atuendo de un bufón. Tiene el poder mutante para emitir esporas tóxicas de los poros de la piel de su cuerpo, que actúa como un poderoso gas nervioso. Sin embargo, sus efectos pueden ser disipados por el agua.
- Annie, que no es newtoniana, es una flaca morada vestida con ropa rosa. Ella tiene el poder de estar envuelta en una piel de piel cero que desvía cualquier ataque, y de acuerdo con la ley de conservación de la energía, la energía cinética se redirige.
- Origamist es un luchador de sumo que puede deformar la realidad y plegar el espacio-tiempo.
- Protozoan Porter es una personalidad parecida a un octopoide de aspecto extraño con parecido fisiológico a una sanguijuela. Tiene la capacidad de teletransportarse al desmontarse en varios pedacitos de partículas ameboid y luego volver a ensamblarlas en un destino determinado.
- Pukatus Jr. es un pequeño demonio parecido a un querubín que puede vomitar una sustancia ácida.
- Skinsmith controla la capacidad de generar y doblar la piel de otros.
- A través de la personalidad de Susan in Sunshine, se convierte en una chica rubia con la capacidad de sentir, aumentar y manipular las emociones de los demás a su alrededor y convertirla en poder destructivo. Esta personalidad fue capaz de independizarse de David, pero finalmente fue encontrada y absorbida por David.
- Tyrannix el Abominoid es una criatura parecida a Cthulhu con poderes telepáticos.
- El tejedor Una de las personalidades más poderosas de las astillas que vagan por la mente de Legión. Revelado para ser el yo central de David dentro de la miríada de psiques fracturadas creadas por su mente. Cuando los dos están unidos, la Legión tiene el poder suficiente para rehacer el tejido mismo de la existencia a su voluntad. Sus capacidades completas aún no se conocen, ya que Haller solo usó su poder para intentar deshacerse de sí mismo borrando su propio nacimiento.
- Agujero de gusano Wodo puede abrir agujeros de gusano a través de la galaxia.
- Cero G. Sacerdote puede controlar la gravedad.
- Zubar tiene el poder de levitación.
- El Delusionaut es un ingeniero de trenes con una pila de ondas para un jefe que puede crear ilusiones a través del humo que emana.
- Una persona invisible tiene el poder de curar a otras personas que David usa para curar a un anciano de su tumor psíquico.
- Otra persona invisible tenía el poder de Astral Harpoon Projection, que descargaba una flecha energizada que dejaba a los usuarios en un estado electrocutado.
- A través de la personalidad de Joe Fury, se convierte en un joven muy inestable y peligroso con poderes psiónicos.
- Tami Haar es una cantante de club nocturno y ocasionalmente una niña de buenos tiempos. Ella se considera a sí misma una de las personalidades más fuertes de David y parece ser una de las pocas personas que conoce el paisaje mental de David.
- Hunter es una persona creada para ocupar el lugar de Jack Wayne cuando este último fue subsumido por Lord Trauma.
- Lord Trauma tiene la capacidad de sacar los peores traumas de un ser vivo, sacando poder en el proceso de las energías psíquicas. Esta personalidad se independizó de David y actualmente está tratando de absorber a todas las personas de David sumándolas para poder controlar su cuerpo. Aquellos que son subsumidos por Lord Trauma cambian sustancialmente y se convierten en títeres de Trauma.

## Origen del nombre
En la mente de su hijo, Xavier descubrió la presencia de las personalidades fragmentadas de David, las cuales se llamaban a sí mismo Legión (en referencia al pasaje de la Biblia "mi nombre es Legión, pues somos muchos", dónde se habla de Legión, como millones de demonios).

My name is Legion, for we are many!

-Legión

## En otros medios

### Televisión
- Legión tiene su propia serie de televisión estrenada el 9 de febrero de 2017 en el canal FX, producida por FOX y Marvel Television.[3] El personaje está interpretado por Dan Stevens.[4]

### Series de animación
- Legión aparece en X-Men: Evolution (2000-03), episodio "Los Pecados del Hijo", con la voz de Kyle Labine. La historia de Legión permanece casi sin cambios, aunque David Haller es un chico bastante normal, sin poderes mutantes visibles. En el episodio, David parece haber sido secuestrado por un punk escocés llamado Lucas, pero en realidad Lucas y David son el mismo individuo. El cuerpo de David puede de alguna manera cambiar de forma dependiendo de las múltiples personalidades que asuman el control, estos cambios de cuerpo y personalidad a veces suceden al azar. La mecánica detrás de esta capacidad nunca se explica completamente, aunque es posible que David esté usando fuertes habilidades psiónicas para alterar la percepción de la gente sobre su aspecto en lugar de cambiar realmente, similar a como Mastermind lo había hecho cuando intentó ocultarse de Magneto. Sus personalidades en ciertos momentos parecían manifestarse en dos lugares a la vez, apoyando la teoría del control de la percepción. Solo se mostraron tres personalidades. Como David, no tiene poderes evidentes, Lucas en cambio posee grandes poderes telepáticos y telequinéticos, y también hay un joven llamado Ian. La tercera personalidad, es un niño mudo piroquinético (capaz de crear fuego con la mente). Lucas se muestra capaz de ambos poderes telepáticos y piroquinéticos, es posible que el personaje Lucas pueda tener acceso a los poderes de otras personalidades (si existe alguna otra más allá de esas tres). Lucas atrajo al Profesor Xavier hasta Escocia y lo engañó haciendo que él encerrara a las otras personalidades de David, dejando a Lucas tener libre control sobre su cuerpo. Nunca se explicó cuáles eran los objetivos de Lucas después de esto. La producción de la serie se detuvo antes de que su historia pueda ser explorada más a fondo.

- Legión es mencionado en la serie animada japonesa Marvel Anime: X-Men. Él es la causa raíz de algo llamado "Síndrome de Damon-Hall". Esta condición afecta a los mutantes que desarrollan una mutación secundaria causando múltiples personalidades, mutaciones físicas incontrolables e inestabilidad psicológica. Hay una vacuna que Bestia creó para detener su progreso. También debe mencionarse que uno de los principales antagonistas de la serie llamado Takeo Sasaki (con la voz de Atsushi Abe en la versión japonesa y de Steve Staley en el doblaje en inglés) es el hijo del Profesor X y Yui Sasaki (una científica que investiga a los mutantes). Este personaje es similar a Legión de muchas maneras excepto por el diseño, el nombre y también porque comparte similitud con Proteus en términos de su paternidad y sus poderes de deformar la realidad. Asistió a la escuela para mutantes de su madre, donde fue compañero de clase de Hisako Ichiki. Un día se produjo un incidente con Takeo cuando unos niños lo molestaron y terminó con un incendio en la escuela que se expandió al vecindario cercano, además de provocarle una quemadura en la mano a la pequeña Hisako. Mente Maestra planeó controlar a Takeo en un estado de coma parcial y usarlo como un arma manipulando su poder de deformar la realidad para que los mutantes puedan gobernar el mundo. Pero los poderes de Takeo se liberan desproporcionadamente y se vuelve inmune al control mental de Mente Maestra quien muere aplastado por Takeo. El resto de la instalación de la Dra. Yui se colapsó cuando Takeo emergió como un ser colosal de energía psiónica. Sabiendo que Takeo lo odia por haber nacido en un mundo donde sus poderes le causan tanto sufrimiento, el Profesor X se culpa a sí mismo por el dolor de Takeo. Los X-Men intentan atacar a Takeo, pero son derrotados fácilmente. Entonces el Profesor X se prepara para destruir la mente de Takeo y matarlo, dispuesto a morir junto a su hijo. El espíritu de Jean logra revivir a los X-Men y los motiva para continuar luchando. Hisako recuerda la amistad que tenía con Takeo en su infancia e insiste en que él es una buena persona que puede salvarse. Sus sentimientos hacen que su armadura genere una luz brillante, lo que le permite penetrar en la mente de Takeo junto al Profesor X y hacerlo entrar en razón. Charles y su hijo logran reconciliarse y el cuerpo de Takeo se desvanece. Antes de desaparecer por completo, Takeo se deja ver por última vez para que Yui y Charles sepan que encontró la paz y les muestra una visión donde manifiesta sus deseos de que sus padres vivan.